# Lidija Bryzga
Lidija Dmitrijewna Bryzga (ros. Лидия Дмитриевна Брызга, ur. 6 maja 1943, zm. 14 maja 2014) – radziecka robotnica i działaczka komunistyczna, Bohater Pracy Socjalistycznej (1981).
Z pochodzenia Białorusinka. Ukończyła szkołę średnią, od 1959 pracowała w kołchozie, od 1985 była operatorką dojenia maszynowego w kołchozie-kombinacie "Pamjat' Iljicza" w rejonie brzeskim. Od 1975 w KPZR, 1981-1986 członek Centralnej Komisji Rewizyjnej KPZR, 1986-1987 zastępca członka, a 1987-1990 członek KC KPZR. W 1981 otrzymała tytuł Bohatera Pracy Socjalistycznej i Order Lenina. Odznaczona także Orderem Rewolucji Październikowej i Orderem „Znak Honoru”.